# Hypsiboas pombali
Espèce
Synonymes
- Hyla pombali Caramaschi, Pimenta & Feio, 2004

Statut de conservation UICN

 LC  : Préoccupation mineure
Hypsiboas pombali est une espèce d'amphibiens de la famille des Hylidae.

## Répartition
Cette espèce est endémique du Brésil. Elle se rencontre dans les États de l'Espírito Santo, du Minas Gerais, de Bahia et du Sergipe,.

## Étymologie
Cette espèce est nommée en l'honneur de José Perez Pombal Jr..

## Publication originale
- Caramaschi, Pimenta & Feio, 2004 : Nova espécie do grupo Hyla geographica Spix, 1824 da Floresta Atlântica, Brasil (Amphibia, Anura, Hylidae). Boletim do Museu Nacional, Nova Série, Zoologia, vol. 518, p. 1-14.